# Roquer del Llamp
El Roquer del Llamp és una muntanya de 707 metres que es troba al municipi de Porrera, a la comarca catalana del Priorat.